# Dolichoderus superaculus
Dolichoderus superaculus is een mierensoort uit de onderfamilie van de Dolichoderinae. De wetenschappelijke naam van de soort is voor het eerst geldig gepubliceerd in 1987 door Lattke.